# Cao Ly Văn Tông
Cao Ly Văn Tông (Hangul: 고려 문종, chữ Hán: 高麗 文宗; 29 tháng 12 năm 1019 – 2 tháng 9 năm 1083, trị vì 1046 – 1083) là quốc vương thứ 11 của vương triều Cao Ly. Ông là em cùng cha khác mẹ với Đức Tông và Tĩnh Tông.
Ông sinh ngày 29 tháng 12 năm 1019, là con của Cao Ly Hiển Tông và Nguyên Huệ Vương hậu. Ông có tên húy là Vương Huy (왕휘, 王徽, Wang Hwi), tên chữ là Chúc U (촉유, 燭幽, Chogyu).
Khi còn là vương tử ông được sắc phong là Lạc Lãng quân (樂浪君). Do các con của Cao Ly Tĩnh Tông là Vương Phưởng, Vương Kính và Vương Khải còn nhỏ nên ông đã kế vị vua anh trong năm 1046, tức là Cao Ly Văn Tông.
Văn Tông đã sắc phong cho Vương Phưởng thành Ai Thương quân (애상군, 哀殤君).. Vương Khải còn nhỏ nên đã được Văn Tông đưa vào cung điện và nuôi dưỡng. Văn Tông đã truy tôn mẹ mình là Nguyên Huệ Vương hậu thành Vương thái hậu (왕태후, 王太后) và lập người chị cùng cha khác mẹ với mình là Nhân Bình Vương hậu làm vương hậu. Ông đã ban tặng Diên Xương cung (연창궁, 延昌宮) làm dinh thự cho Diên Xương Cung chúa Lư thị (vợ thứ 5 của Cao Ly Tĩnh Tông) theo lời của vị vua quá cố Cao Ly Tĩnh Tông. Biết được điều này, hầu hết Môn Hạ sảnh (문하성, 門下省) và Ngự sử đài (어사대, 御史臺) đều phản đối điều này và nói rằng:
"Lư thị đó không nhận được bất kỳ danh hiệu hoàng gia nào và những mệnh lệnh sai trái của vị tiên vương không được tuân theo."
Tuy nhiên, Văn Tông đã từ chối lời khuyên của họ và vẫn ban tặng Diên Xương cung cho Lư thị. Vì sống trong Diên Xương cung nên bà ta được gọi là Diên Xương Cung chúa (연창궁주, 延昌宮主).
Trong năm đầu làm vua của Văn Tông, em trai thứ 5 của ông là Thú thái bảo Vương Cơ lâm bệnh nặng và Văn Tông sau đó cử Ngữ Nghĩa (어의, 어의) đến chăm sóc em trai mình.
Năm 1047, Văn Tông thăng chức Thôi Xung (최충, 崔沖) lên làm Môn hạ thị trung (문하시중; 門下侍中; munha sijung).
Năm 1048 Văn Tông truy phong thụy hiệu cho Dung Tín Vương hậu (vợ cả của Cao Ly Tĩnh Tông) là Dung Tín (容信). Ngày 16 tháng 3 năm 1048, Diên Xương Cung chúa Lư thị (vợ thứ 5 của Cao Ly Tĩnh Tông) qua đời. Cuộc đời của Diên Xương Cung chúa Lư thị đã thể hiện rõ việc dù có nhận được ân huệ từ nhà vua (Cao Ly Tĩnh Tông) bao nhiêu đi chăng nữa, nếu không được phong hiệu hoàng gia (như một kẻ trắng tay) thì bà ta cũng không thể được tôn vinh như những vương hậu khác.
Năm 1049, Văn Tông phong cho em trai thứ 5 của mình là Thú thái bảo Vương Cơ lên chức Thú thái sư Nội sử lệnh (수태사 겸 내사령, 守太師 內史令).
Dưới thời Văn Tông trị vì, triều đình trung ương Cao Ly đã trở thành một cơ quan quyền lực hoàn chỉnh và có thẩm quyền đối với các hào tộc địa phương. Văn Tông và các vị quốc vương sau đó nhấn mạnh tầm quan trọng của việc lãnh đạo quân đội là tướng dân sự. Ông cũng mở rộng biên giới phía bắc của Cao Ly đến sông Áp Lục (sau khi đánh bại quân đội nhà Liêu của vua Liêu Hưng Tông ở biên giới) và sông Đồ Môn (sau khi đánh bại tộc Nữ Chân ở đông bắc Cao Ly).
Năm 1052, sau khi nối chức Gaebudongsamsa Sutaebo Gyeomsangseoryeong (개부의동삼사 수태보 겸상서령), Vương Kính (con trai thứ ba của Cao Ly Tĩnh Tông) được Văn Tông sắc phong Lạc Lãng hầu của vùng Sangju (상주국낙랑후) và nhận được 3.000 Sik-eup (Sik-eup), đồng thời Vương Kính cũng được giữ chức quan Suseonghyeobribongdeokgongsin (수성협리봉덕공신).
Cùng năm 1052, Vương Khải (con trai thứ tư của Cao Ly Tĩnh Tông) trở thành trụ trì của chùa Dongsam, Gaebu và được bổ nhiệm làm Sangseoryeong (상서령) để làm việc tại vùng Sangju với chức danh mới được Văn Tông sắc phong là Khai Thành hầu (개성후, 開城侯). Đồng thời, ông ta cũng nhận được 2.000 sik-eup (식읍). Sau đó ông ta trở thành Jainborijwahwagongsin (자인보리좌화공신, 資仁保理佐化功臣).
Năm 1057, Thái hoàng thái hậu Tiêu Nậu Cân của nhà Liêu (đời vua Liêu Đạo Tông) qua đời, thọ 77 tuổi. Đám tang của bà ta ở nhà Liêu có sự tham dự của các sứ giả từ Tây Hạ (đời vua Tây Hạ Nghị Tông) và Cao Ly (đời vua Cao Ly Văn Tông).
Ngày 16 tháng 6 năm 1057, Nguyên Mục Vương hậu Từ thị (vợ thứ 6 của Cao Ly Hiển Tông, cháu nội của cố đại thần Từ Hi) qua đời. Mặc dù bà ta cũng là một trong những mẹ kế của Văn Tông, nhưng vì bà ta không có con với Cao Ly Hiển Tông nên nhiều Thượng thư trong triều đình đã yêu cầu Văn Tông không được mặc "Tang phục" (상복, 喪服; Sang-bok) và kết quả là ông đã làm như yêu cầu của họ. Vì lý do tương tự, nghi lễ tổ tiên của bà ta không được tổ chức vào ngày đầu năm mới. Thi thể của bà ta đã được hỏa táng, nhưng không rõ vị trí ngôi mộ của bà ta vì không còn tài liệu nào nói về điều đó. Theo lệnh của Văn Tông, bà ta được truy tặng là Nguyên Mục Vương hậu (원목왕후, 元穆王后).
Cùng năm 1057, Điệu Ai Công chúa (con gái của Cao Ly Tĩnh Tông và Dung Mục Vương hậu) qua đời. Văn Tông truy phong thụy hiệu cho bà ta là Điệu Ai.
Năm 1061, Văn Tông phong cho em trai thứ 5 của mình là Thú thái sư Nội sử lệnh Vương Cơ lên chức Trung thư lệnh (중서령, 中書令). Vào ngày sinh nhật 40 tuổi của Trung thư lệnh Vương Cơ, người ta nói rằng Vương Cơ đã được phong Lễ tệ (예폐, 禮幣) và được phong là Bình Nhưỡng công (평양공, 平壤公).
Năm 1062, Khai Thành hầu Vương Khải (con trai thứ tư của Cao Ly Tĩnh Tông) qua đời và được Văn Tông ban thụy hiệu là Thận Thương (신상, 慎殤).
Môn hạ thị trung Thôi Xung đã thành lập Cửu Trai Học đường (구재학당; 九齋學堂; kujae haktang) ở kinh đô Khai Thành, một trường tư thục dành cho con cái của các gia đình quý tộc để chuẩn bị cho kỳ thi tuyển quan lại Cao Ly. Học đường này dạy học sinh Cửu Nho Kinh (Kinh Dịch, Kinh Thư, Kinh Thi,  Nghi lễ, Chu lễ, Kinh Lễ, Tả truyện, Công Dương Truyện, và Cốc Lương Truyện) và 3 sử ký (Sử ký, Hán thư và Hậu Hán thư). Sự thành công của Học đường và các học viên của Học đường đã khiến các học giả Nho giáo hàng đầu khác của Cao Ly đã thành lập các cơ sở giáo dục tư nhân tương tự. Do những nỗ lực của Thôi Xung trong việc phổ biến hệ thống trường tư nhân, những người cùng thời với ông ta đã đặt biệt danh cho ông ta là "Khổng Tử của Cao Ly". Thôi Xung còn được coi là ông tổ của hệ thống giáo dục Triều Tiên - Hàn Quốc.
Nhờ những đóng góp của Thôi Xung trong ngành giáo dục, thi cử của Cao Ly mà thời đại trị vì của Văn Tông được đánh giá rất tốt trong lịch sử Cao Ly. Năm 1068, Thôi Xung qua đời, thọ 84 tuổi. Văn Tông nghe tin thì tiếc thương.
Năm 1069, Bình Nhưỡng công Vương Cơ (em thứ 5 của Văn Tông) qua đời vì bệnh tật, hưởng thọ 48 tuổi và được Văn Tông truy tôn thành Tĩnh Giản vương (정간왕, 靖簡王). Tĩnh Giản vương Vương Cơ có 3 con trai là Vương Cân (왕진), Vương Sự (왕거) và Lạc Lãng công Vương Linh (낙랑공 왕영) cùng một con gái là Trinh Ý Vương hậu (sau này sẽ lấy Cao Ly Thuận Tông).
Năm 1071, con trai thứ 5 của Văn Tông là Vương Tú được Văn Tông phong làm Bình Nhưỡng hầu (평양후, 平壤侯) và nhận được "1.000 sik-eup" (식읍 1.000호).
Năm 1072, Giáo Úy (교위, 校尉), Cự Thân (거신, 巨身) và những người khác đã thực hiện một vụ âm mưu nhằm phế truất ngôi vua của Văn Tông và lập con trai trưởng của Tĩnh Giản vương Vương Cơ (đã mất vào 3 năm trước) là Vương Cân (왕진) làm vua Cao Ly mới. Tuy nhiên âm mưu này đã bị phát hiện và Văn Tông cho xử tử tất cả. Còn Vương Cân bị Văn Tông lưu đày đến Haenam.
Năm 1073, tất cả các vương hậu và con trai của Văn Tông đều đến dự lễ trao giải được trang trí rất có phong cách hoàng gia của Bình Nhưỡng hầu Vương Tú và cùng nhau xem Chaekbongrye (책봉례).
Năm 1077, con trai thứ 7 của Văn Tông là Vương Bỉ được phong thành Kim Quan hầu (금관후, 金官侯) và nhận được "1.000 sik-eup" (식읍 1.000호). Con thứ 8 của Văn Tông là Vương Âm được phong thành Biện Hàn hầu (변한후, 卞韓侯).
Văn Tông qua đời vào ngày 2 tháng 9 năm 1083, thọ 64 tuổi. Thụy là Chương Thánh Cương Chính Minh Đới Nhân Hiếu Đại vương (章聖剛正明戴仁孝大王), táng tại Cảnh lăng (景陵).

## Gia đình
- Cha: Cao Ly Hiển Tông.
- Mẹ: Nguyên Huệ Vương hậu.

### Thê tử
- Nhân Bình Vương hậu (인평왕후 김씨), công chúa của Cao Ly Hiển Tông và Nguyên Thành vương hậu, tức chị em cùng cha khác mẹ với Văn Tông. Không có con.
- Nhân Duệ Vương hậu Lý thị (인예왕후 이씨; 1031 ? – 1092), trưởng nữ của Lý Tử Uyên.
  1. Cao Ly Thuận Tông Vương Huân (고려 순종 왕훈; 1047 – 1083).
  2. Cao Ly Tuyên Tông Vương Vận (고려 선종 왕운; 1049 – 1094).
  3. Cao Ly Túc Tông Vương Ngung (고려 숙종 왕옹; 1054 – 1105).
  4. Đại Giác Quốc Sư Vương Hú (대각국사 의천; 1055 – 1101), xuất gia, hiệu là Nghĩa Thiên (義天; 의천). Ông là người khai sáng trường phái Phật giáo Thiên Thai Tông (Cheontae)[31] tại Cao Ly.
  5. Thường An công Vương Tú (상안공 왕수; ? – 1095), sơ phong Bình Nhưỡng hầu (平壤侯; 평양후). Thụy Anh Lương (英良).
  6. Đạo Sinh Tăng Thống Vương Sanh (도생승통 왕탱; ? – 1112), xuất gia.
  7. Kim Quan hầu Vương Bỉ (금관후 왕비; ? – 1092). Thụy Trang Hiến (莊憲). Không con.
  8. Biện Hàn hầu Vương Âm (변한후 왕음; ? – 1086). Thụy Chương Thuận (章順). Không con.
  9. Lạc Lãng hầu Vương Thầm (낙랑후 왕침; ? – 1083). Mất sau Văn Tông vài ngày. Không con.
  10. Thông Huệ Thủ Tòa Vương Cảnh (총혜수좌 왕경), xuất gia.
  11. Tích Khánh Cung chúa (적경궁주; ? – 1113), lấy anh/em cùng cha là Phù Dư công Vương Toại.
  12. Bảo Ninh Cung chúa (보령궁주; ? – 1113), lấy em họ là Lạc Lãng hầu Vương Linh (낙랑후 왕영)[32].
  13. 2 công chúa chết sớm.[33]
- Nhân Kính Hiền phi (인경현비), con gái thứ hai của Lý Tử Uyên. Nhập cung sơ phong Thọ Ninh Cung chúa (壽寧宮主), truy phong Hiền phi.
  1. Tương Hiến vương Vương Đào (양헌왕 왕도; ? – 1099), sơ phong Triều Tiên công (朝鮮公; 조선공), khi mất truy phong Vương. Vợ là Vương phi họ Lý, có ba con trai.
  2. Phù Dư hầu Vương Toại (부여공 왕수; ?  – 1112), lấy Tích Khánh Cung chúa. Có một con trai.
  3. Thần Hàn hầu Vương Du (진한후 왕유; ? – 1099), sinh Văn Trinh Vương hậu, ngẫu phối của Cao Ly Duệ Tông. Thụy Hòa Tín (和信).
- Nhân Tiết Hiền phi (인절현비; ? – 1082), con gái thứ ba của Lý Tử Uyên. Nhập cung sơ phong Sùng Kính Cung chúa (崇敬宮主), truy phong Hiền phi.
  1. 2 công chúa chết sớm.[33]
- Nhân Mục Đức phi Kim thị (인목덕비 김씨; ? – 1094), con gái Kim Nguyên Trùng, cháu gái nội của Kim Nhân Vị.[34][35] Nhập cung sơ phong Sùng Hóa Cung chúa (崇化宮主), truy phong Hiền phi. 
  1. 1 công chúa chết sớm.[33]